# 埃德拉克
埃德拉克是德国石勒苏益格－荷尔斯泰因州的一个市镇。总面积9.21平方公里，总人口1353人，其中男性666人，女性687人（2011年12月31日），人口密度147人/平方公里。